# 李勇武
李 勇武（リ・ヨンム、朝鮮語: 리용무、1925年1月25日 - 2022年1月27日）は、朝鮮民主主義人民共和国（北朝鮮）の軍人・政治家。元朝鮮労働党中央委員会政治局員、元朝鮮民主主義人民共和国国防委員会副委員長。朝鮮人民軍における軍事称号は次帥。

## 経歴
平安南道平城市の出身。金日成のいとこの夫。この血筋により、とある師団の政治委員から1964年に朝鮮人民軍総政治局第一副局長になる。1973年に金正日の軍部掌握策の一環として総政治局長に就任。1977年に呉振宇人民武力部長と地方の軍官人事を巡っての対立の中、局長を解任され失脚。
しかし、1988年11月の朝鮮労働党第6期中央委員会第14回総会において、党中央委員候補に補選され復活した。さらに翌1989年6月9日の第16回総会において党中央委員に昇格。1990年、国家検閲委員会委員長（閣僚）に就任した。1991年12月18日、交通委員会委員長に異動。
1998年9月に次帥の称号を授与され、同年9月5日に最高人民会議第10期第1回会議において国防委員会副委員長に選出された。
2010年9月28日、第3回党代表者会において党中央委員会政治局員に選出。2012年4月11日、第4回党代表者会において党中央委員会政治局員に留任したとみられる。
2014年4月9日、最高人民会議第13期第1回会議において国防委員会副委員長に留任。
2016年5月に開催された第7回党大会において党中央委員に選出されたが、党政治局員には選出されなかった。また、同年6月29日に開催された第13期最高人民会議第4回会議では、国防委員会に代わって新設された朝鮮民主主義人民共和国国務委員会の委員に選出されなかった。
2021年1月に開催された第8回党大会で党中央委員に選出されず、1月14日に実施された党大会を記念する軍事パレードに引退した幹部として招待された。
2022年1月27日に急性心筋梗塞で死去。翌日、朝鮮労働党中央委員会と朝鮮民主主義人民共和国国務委員会による「訃告」が発表された。